# Samarska oblast
Samarska oblast (rusko Сама́рская о́бласть) je oblast v Rusiji v Privolškem federalnem okrožju s središčem v mestu Samara. Na severu meji na republiko Tatarstan, na vzhodu na Orenburško oblast, na jugu na Kazahstan, na zahodu na Saratovsko oblast in na severozahodu na Uljanovsko oblast. Ustanovljena je bila 14. maja 1928 kot Srednjevolška oblast. Leta 1929 so jo preimenovali v Srednjevolški kraj in leta 1935 v Kujbiševski kraj. Med letoma 1936 in 1990 se je imenovala Kujbiševska oblast.

## Zgodovina
Samarska oblast je območje z izjemno bogato arheologijo kultur, ki so si sledile od leta 7000 pr. n. št. do 4000 pr. n. št. Tu so našli najstarejšo lončenino v Evropi (elšanska kultura), najstarejši pokop konja in znake čaščenja konjev (pokopališče samarske kulture Sježeje) ter najstarejše kurgane, povezane s Praindoevropejci (npr. Krivolučje, pripisano hvalinski kulturi).